# Tremblaya palaeococci
Tremblaya palaeococci är en stekelart som först beskrevs av Jean Risbec 1951.  Tremblaya palaeococci ingår i släktet Tremblaya och familjen sköldlussteklar. Inga underarter finns listade i Catalogue of Life.